# Kenton (Londres)
Pour les articles homonymes, voir Kenton.
Kenton est une zone anglaise située au nord-ouest de Londres, dans les boroughs londonien de Harrow et de Brent.